# やぐちひとり
『やぐちひとり』は、2004年10月5日からテレビ朝日で毎週火曜 25:21 - 25:51（JST）に放送されていた深夜バラエティ番組である。2007年4月3日に番組リニューアルによって『やぐちひとり©』（やぐちひとりマルシー）に改題された。
2009年9月29日をもって終了した。
なお2009年10月 - 2011年3月にかけて、TOKYO MXで、本番組と出演者・スタッフがほぼ一緒の『How to モンキーベイビー!』が放送された。
2011年4月26日から、2011年10月18日までニコニコ生放送で『やぐちひとりSHOW』が生放送配信された。

## 番組概要
- 矢口真里、劇団ひとりともに自身初の冠番組となる。MC2人の名前を取って「やぐちひとり」という番組タイトルでスタートしたが、2007年4月より番組リニューアルに伴い、最終的な番組名が『やぐちひとり©』へと変更された。
- 番組内容は「総合エンターテイメント情報番組」で、お悩み相談とエンタメ情報が番組の核である。お悩み相談では、矢口と劇団ひとりが、その悩みに応じたエンタテイメント作品を紹介する「エンタメ処方」を行う。エンタメ情報では独自の切り口で、本・映画・CD・DVDを紹介している。その中でも、「あなたの知らないビジュアルの世界」と題した、マニアックなDVD等を特集するコーナーも設けられている。
- 夏場には「スーパーヒーロータイム」の劇場版宣伝も兼ねてヒーローを演ずる俳優がゲスト出演するのが恒例となっている。
- 2006年12月の放送では、矢口の夢であった番組初となるグアムでの海外ロケが放送された。
- 番組放送3年目にしてテレビ朝日が番組ポスターを制作した。（2007年8月14日放送）
- バラエティ初登場のゲストが多い
- 2008年7月8日の放送で番組タイトル「やぐちひとり©」の「©」は、カルチャーの意味であると発表された。
- 2009年3月31日の放送より収録スタジオ及び番組セットが変更された。

### 番組リニューアルに伴う変更
- 番組タイトルが「やぐちひとり」から「やぐちひとり©」へと変更された。
- 番組中のMC2人の役職が「エンタメ相談員」から「エンタメ研究員」へと昇格した。
- 収録スタジオ変更がされた。
- 番組がハイビジョン放送になった。なおKBS京都も同時にハイビジョン放送になったが、最初の2週のみアナログ放送でも16:9画面で放送されていた。

## 出演者
- 矢口真里（番組中では主任研究員役）
  - リニューアル前は主任相談員。
  - 過去に春樹（劇団ひとり）と「主任」の座を賭けて映画検定模擬テストで勝負し、それで負けて主任の座を春樹に奪われたことがある。
  - テレビ朝日が製作した番組ポスターに「MC:やぐっちゃん（矢口真里）」と表記してあったことから、2007年8月14日放送よりMC名が「矢口真里」から「やぐっちゃん」となる。
  - 2008年7月15日放送の「キャンプだホイ！プロジェクト」において、100円ショップで購入したスポーツブラを着用して以来、春樹（劇団ひとり）曰く「視聴率が上がる」という理由で、度々スポーツブラを着用させられている。
- 劇団ひとり（番組中では茨城県出身のヤンキー・「春樹」というキャラクターに扮している）
  - 番組開始当初は茨城訛りを使って、キャラクター「春樹」をキチンと演じていたが、のちに演じるのをやめたように見えた。つまり、素の劇団ひとりとして出演しているように見えた。
  - 衣装チェンジがある矢口に対して、春樹（劇団ひとり）は番組開始時から現在までずっと同じ衣装。
  - 過去に番組内で春樹の新衣装案を募集したことがあるが、その企画はいつのまにか立ち消えとなった。
- 島本真衣（ウィークリーエンタップ 作品紹介係）
  - テレビ朝日の女性アナウンサーで2007年10月23日放送よりウィークリーエンタップのコーナーの「作品紹介係」としてレギュラーになった。
  - 番組内での呼び名は「マイマイ」（命名は矢口真里）。
  - 自身初のバラエティー番組出演

## 番組コーナー

### エンタメ研究所
- コーナー趣旨として「話題の映画・DVDを徹底リサーチ」と謳っているが、実際の内容は映画・DVDのあらすじ紹介と、それにやや強引に絡めたゲーム、クイズ等をする。リニューアル後から始まったコーナー。
- このコーナーではよくゲストを招くが、登場するゲストは紹介作品に直接関係する人からほぼ無関係な人までと幅広い。

### ウィークリーエンタップ
- 毎週解説者を招いて、オススメの作品を紹介するコーナー。
  - 解説者の一人である津野明菜（2007年9月18日の放送時点で23歳）が視聴者から密かに人気を集めている[1]。
- このコーナーでもオススメ作品に絡めたゲーム等をする。
- コーナー開始当初から収録場所が狭いとMC2人から不満が出ていたため、コーナー開始4週間目から収録場所変更をした。
- リニューアル後から始まったコーナー。
- 2007年10月23日の放送より作品紹介係として島本真衣がレギュラー出演。
- 2008年7月8日放送よりプチリニューアルされ、DVD作品以外のこともこのコーナーで紹介することとなった。

### マンスリーエンタップ
- 2008年12月9日放送より始まったコーナーで、注目の映画を3回に渡って紹介する。コーナーの内容は島本真衣加入後の「ウィークリーエンタップ」と同じ。

その他
- 時々番組冒頭に視聴者からの手紙やメールの紹介、それに関するフリートークをする。

## スペシャル番組
番組放送開始以来、毎年年末には放送時間を延長した1時間のスペシャル番組を放送している。
- 輝け!やぐちひとり映画祭2004（2004年12月21日）

矢口真里と春樹（劇団ひとり）が各部門に映画を推薦し、ゲスト審査員がどちらの推薦した映画がその部門に相応しいか選び、獲得した票が多い方のその部門の賞を獲得。そして最終的に多くの賞を獲得した方が大賞となる。
- 最優秀アニマル賞　春樹　推薦映画「シービスケット」
- 最優秀キス賞　矢口　推薦映画「シティ・オブ・エンジェル」
- 最優秀エンターティナー賞　春樹　推薦映画「シカゴ」
- 最優秀癒し賞　矢口　推薦映画「キャスパー」
- 最優秀ビンタ賞　春樹　推薦映画「猟奇的な彼女」

以上の結果を以て、やぐちひとり映画大賞は春樹が受賞。また、このとき春樹に贈られた金のヒグマはその後番組セットの一部となり、番組がリニューアルした現在もスタジオに置かれている。
映画祭の他に藤井尚之をゲストに迎え、個々に好きな単語を紙に書き、その組み合わせで偶然に出来た言葉をテーマに即興でクリスマスソングを作る「クリスマスソングを作ろう」という企画が放送された。
- やぐちひとり映画祭2005（2005年12月20日）

60秒のラブストーリーというテーマで視聴者から募集した映像作品及び春樹（劇団ひとり）と矢口真里が監督したそれぞれの映像作品の中から予選を通過した10本を5部門に分けて発表、その中からゲスト審査員が最優秀作品を選出する。なお最優秀作品はワーナー・マイカル・シネマズ多摩センターの全てのスクリーンで上映され（2005年12月24日-2006年1月6日）、また受賞者には金のヒグマが贈られた。
- 最優秀作品賞「LOVE MACHINE」（視聴者応募作品）
- 審査員特別賞「通りすがりの恋人」（アヤカ出演/矢口真里監督作品）

収録場所はいつものスタジオではなくワーナー・マイカル・シネマズ多摩センターにて収録された。
映画祭の他に料理研究家中西しほりをゲストに招いた「やぐちひとりクリスマスパーティー」、井上麻里奈をゲストに招いた「お悩み相談」が放送された。
- やぐちひとり 豪華!1時間拡大SP（2006年12月26日）

2006年度のやぐちひとりにおける人気企画「逆回転で遊ぼう」や、トランプを引いてお互いに同じカードを引いたら、春樹（劇団ひとり）と矢口真里がリアルに結婚するという企画、ジェイ神原を招いて「ジェイ神原のウキウキ笑い度チェック」などを放送した。
- やぐちひとり©携帯シネマフェスティバル イン カンヌァ!（2007年12月25日）

視聴者から募集した携帯電話の動画撮影機能を使って撮った映像作品の中から各部門のノミネート作品を春樹（劇団ひとり）と矢口真里が選定、それに春樹と矢口がそれぞれに監督した携帯シネマを合わせ、それをゲスト審査員が審査し最終的に最優秀作品賞を決定する。
- 最優秀作品賞「甘くて冷たいピンクを賭けた戦い」（視聴者応募作品）
- 審査員特別賞「USHIRO」（矢口真里監督作品）

最優秀作品には賞金10万円と副賞として最新モデル携帯電話、審査員特別賞には最新モデル携帯電話と神流町5泊6日の宿泊券が贈られた。
この他にエンタメ研究所、ウィークリーエンタップ、及び矢口が年始に掲げた番組目標であるデート企画が行われた。また「ルーを使わないでカレーを作ってみたい」と発言したことから始まった矢口手作りカレー企画は不評に終わった。
収録は、語呂がカンヌに似ているという理由から、群馬県の神流町で行われた。
- やぐちひとり©クリスマスSP（2008年12月23日）

JAGUAR、ジェイ神原、田中芳子を招いて「クリスマスパーティ＆プレゼント交換会」、矢口真里と春樹（劇団ひとり）が田町にあるTSUTAYA田町駅前店へ行き、やぐちひとり©棚の様子と2人が12月のオススメとして挙げたそれぞれの作品のレンタル具合、1月のテーマとオススメ作品を発表した「やぐちひとり©棚を見に行こう!」という企画を放送。
この他にマンスリーエンタップを放送。

## コラボ企画
- 春樹＆やぐっちゃんプロデュース 番組特製弁当（2006年4月11日-6月6日）

ファミリーマートとの合同企画で、矢口真里が提案した「ちょっとずつよ 韓流弁当」、春樹（劇団ひとり）が提案した「おそば屋さんのカツカレー丼」「るうろう飯おむすび」「タコライスおむすび」が東北・関東・東海・沖縄地区のファミリーマートで2006年5月17日から（東北地区のみ5月19日から）、2006年6月6日までの期間限定で発売された。なお弁当容器に印刷してある文字も春樹と矢口真里が書いた文字が使われている。
- 全国のみなさん応援企画（2008年9月10日-2008年10月1日）

映画「フレフレ少女」とのコラボ企画。映画の出演者である奈津子とチアカールが番組で募集した応援されたい人に対してエールを送るという1分弱のコーナー。番組からは島本真衣がメッセージを読む係として出演しているだけで矢口真里及び春樹は出演していない。
- TSUTAYAとのコラボ企画（2008年11月18日-2009年9月29日）

関東エリア440店舗のTSUTAYAに「やぐちひとり（C）棚」を常設し、その棚に行けば番組で紹介した作品が簡単に手に取れる、という趣旨の企画。これに合わせて、島本真衣が毎週関東圏内のTSUTAYAを訪れ、番組が決めた毎月のテーマに合ったTSUTAYAスタッフお奨めの映画を紹介する「達人の一本」というコーナーが2008年12月2日放送より始まった。
- やぐちひとり©Cueカット・コンテスト！（2008年12月23日-2009年9月29日）

BS朝日の「ブロスタTV」とのコラボ企画。番組のコーナータイトルやCueカットのCGを新しく「ブロスタTV」視聴者にタダで作ってもらおうという趣旨。採用されると番組特製ステッカープレゼント及び番組エンドロールに名前が載る。
- 2014年12月31日〜2015年1月1日、フジテレビ系「ツキたい人グランプリ〜ゆく年つく年〜」にて矢口真里が出演。シークレットゲストとして劇団ひとりが「春樹」として登場した。

## 備考
- テレビ朝日での放送時間の変遷。
  - 2004年10月5日 - 2005年3月29日（火曜 24:51〜25:21）
  - 2005年4月5日 - （火曜 25:21〜25:51）
- 琉球朝日放送では2004年10月12日から放送。（初回より）
- KBS京都では2006年10月2日から2007年9月24日まで放送。
- 福島放送では2005年4月14日から2006年3月30日まで放送。お弁当企画のため、同年5月4日から18日まで一時的に復活。
- 山口朝日放送では2005年11月6日に一度だけ放送されている。(「GIRLS A GOGO!」の放送ストックが尽きてしまったため)
- 九州朝日放送では2007年2月21日、3月21日(「草野☆キッド」スタッフ(スーパープロデュース所属)が、強制わいせつ罪で逮捕されたという不祥事に伴って打ち切った為)、2008年1月16日、1月22日深夜に放送されている。(「堂本剛の正直しんどい」、「アドレな!ガレッジ」の放送ストックが尽きてしまった為)
- 北陸朝日放送では2009年4月4日深夜より放送。（関東圏で3月31日深夜放送回より）

## 主なゲスト
- 秋山莉奈
- 安倍なつみ
- 伊藤友樹
- 井上麻里奈
- 楳図かずお
- 甲斐麻美
- 佐藤健
- 佐藤祐基
- 勝野洋
- 清春
- 渋谷飛鳥
- 末永遥
- 鈴木裕樹
- すぎやまこういち
- 住友優子
- 高橋光臣
- 高橋名人
- 武井証
- ダチョウ倶楽部
- 椿屋四重奏（中田裕二）
- 時東ぁみ
- 永田杏奈
- ならはしみき
- 橋本淳
- 朴璐美
- PaniCrew（植木豪、佐々木洋平、水野哲也）
- 藤澤恵麻
- 藤原啓治
- 別府あゆみ
- 細川茂樹
- 堀江慶
- 真島茂樹
- 松本寛也
- 水川あさみ
- 水嶋ヒロ
- 森永理科
- 八代亜紀
- 吉武怜朗
- 渡辺いっけい

## エンディングテーマ
- POSSIBILITY「walk」（2004年7月〜9月）
- FREENOTE「エアロプレイン」（2004年10月〜12月）
- PULLTOP JUICE「デリート」（2005年4月〜6月）
- ザ・ルーズドッグス「ラジオガール」（2005年7月〜9月）
- 水樹奈々「SUPER GENERATION」（2006年1月〜3月）
- サイキックラバー「JUMP!」（2006年4月〜6月）
- e-sound speaker「月」（2006年7月〜9月）
- ガゼット「REGRET」（2006年10月〜12月）
- 黒川芽以「BLAST」（2007年1月〜3月）

## スタッフ
- 構成：水野宗徳、小池正宏
- ナレーター：中尾良平、佐々木亜希子
- オープニングCG：小野修
- タイトル：渡邊文子
- CG協力：デジハリ、キタイシンイチロウ（デビルロボッツ）
- 協力：ザ・チューブ、デジタルハリウッド大学院、フォーチュン
- ディレクター：久保典朗
- 演出：伊戸川俊伸
- プロデューサー：上田めぐみ、濱田千佳、吉川大祐、岡田真由子（以上4名 テレビ朝日）/ 喜多一郎、山本和夫
- 制作協力：ドラマデザイン社
- 制作：テレビ朝日、office kita

## ネット局と放送時間
| 放送対象地域 | 放送局              | 系列           | 放送日時          | 備考     |
| ------------ | ------------------- | -------------- | ----------------- | -------- |
| 関東広域圏   | テレビ朝日（EX）    | テレビ朝日系列 | 火曜 25:21〜25:51 | 制作局   |
| 沖縄県       | 琉球朝日放送（QAB） | テレビ朝日系列 | 火曜 24:45〜25:15 | 14日遅れ |
| 石川県       | 北陸朝日放送（HAB） | テレビ朝日系列 | 土曜 24:30〜25:00 | 4日遅れ  |

## DVD
- やぐちひとりDVD Vol.1（2006年7月14日）
- やぐちひとりDVD Vol.2（2006年7月14日）
- やぐちひとりDVD Vol.1&2 BOX（2006年7月14日）